# Hyomun-dong
Hyomun-dong (koreanska: 효문동) är en stadsdel i staden Ulsan, i den sydöstra delen av Sydkorea, 300 km sydost om huvudstaden Seoul. Den ligger i stadsdistriktet Buk-gu.